# Galibier-Thabor
Galibier-Thabor is een Frans skigebied in het departement Savoie in de Franse Alpen. Het omvat de skidorpen Valmeinier en Valloire en is vernoemd naar de Grand Galibier en de Mont Thabor, twee opvallende drieduizenders. In de jaren 1930 werd de wintersport geïntroduceerd in Valloire; Valmeinier volgde pas in de jaren 1980. Het skigebied telt een 30-tal skiliften en zo'n 160 kilometer pistes tussen 1410 en 2740 meter boven zeeniveau. Galibier-Thabor is een van veel grote skigebieden in de streek, met Les Sybelles, Les 3 Vallées en Espace Haute Maurienne Vanoise in de onmiddellijke omgeving.